# Rolo (stad)
Rolo is een gemeente in de Italiaanse provincie Reggio Emilia (regio Emilia-Romagna) en telt 3848 inwoners (31-12-2004). De oppervlakte bedraagt 14,0 km², de bevolkingsdichtheid is 259 inwoners per km².
De volgende frazioni maken deel uit van de gemeente: Ronchi.

## Demografie
Rolo telt ongeveer 1472 huishoudens. Het aantal inwoners steeg in de periode 1991-2001 met 8,1% volgens cijfers uit de tienjaarlijkse volkstellingen van ISTAT.
| Jaar | Inwoneraantal |
| ---- | ------------- |
| 1991 | 3360          |
| 2001 | 3631          |

## Geografie
De gemeente ligt op ongeveer 21 m boven zeeniveau.
Rolo grenst aan de volgende gemeenten: Carpi (MO), Fabbrico, Moglia (MN), Novi di Modena (MO), Reggiolo.